# Khombole
Khombole – miasto w Senegalu, w regionie Thies. Według danych szacunkowych na rok 2007 liczy 12 360 mieszkańców.